# Monument à Nicolas Copernic (Varsovie)
Le monument à Nicolas Copernic est une sculpture publique situé à Varsovie, en Pologne. Elle se tient devant le Palais Staszic, siège de l'Académie polonaise des sciences sur la Rue Krakowskie Przedmieście (Varsovie). Conçue par Bertel Thorvaldsen en 1822, elle est achevée en 1830.

## Histoire
La statue en bronze de l'astronome polonais Nicolas Copernic (en polonais : Mikołaj Kopernik) tenant un compas et une sphère armillaire est conçue par Bertel Thorvaldsen en 1822 et érigée en 1828-1830. Elle est financée par des dons publics et par le scientifique et philosophe Stanisław Staszic. La cérémonie de dévoilement est présidée par l'ancien camarade d'armes de Tadeusz Kościuszko, Julien-Ursin Niemcewicz.
Staszic avait initialement imaginé d'ériger la statue à Toruń, la ville natale de Copernic, en apprenant que Napoléon avait exprimé sa surprise lors d'une visite à Toruń en 1807 qu'il n'y avait pas de monument à Copernic dans la ville. La chute du duché de Varsovie (qui comprenait Toruń) et l'occupation de la région par la Prusse retarde le projet et oblige finalement Staszic à changer de lieu pour Varsovie (dans la partition russe).
La face est du piédestal porte l'inscription Nicolo Copernico Grata Patria (À Nicolaus Copernicus [la] nation reconnaissante), et la face ouest Mikołajowi Kopernikowi Rodacy (À Mikołaj Kopernik [de ses] compatriotes).
En 1939, dès le début l'occupation de Varsovie par les Allemands, ceux-ci effacent les inscriptions latines et polonaises et posent une plaque en langue allemande: À Nicolaus Copernicus [de] la nation allemande. Le 11 février 1942, Maciej Aleksy Dawidowski enleve la plaque allemande. Le 21 février, en réponse à cette opération mineure de sabotage, les Allemands déplacent la statue de Jan Kiliński (pl) au Musée national de Varsovie. Dawidowski et ses camarades ripostent en plaçant un grand Graffiti sur le mur du Musée Les gens de Varsovie, je suis ici - Jan Kiliński et le 13 mars, ajoutent une nouvelle plaque au monument de Copernic : Pour avoir enlevé la statue de Kiliński, je prolonge l'hiver de deux mois - Copernic.
En 1944, lors de l'Insurrection de Varsovie, le monument est endommagé. Les Allemands décident de le fondre. Ils l'emporte jusque Nysa, mais doivent se retirer avant qu'ils n'aient pu mettre leur projet à exécution. Le 22 juillet 1945, les Polonais ramènent le monument à Varsovie, le rénovent et le dévoilent de nouveau le 22 juillet 1949.
En 2007, une représentation en bronze du système solaire de Copernic, modelée d'après une image de son De revolutionibus orbium coelestium (Des révolutions des sphères célestes) est placée sur la place devant le monument. En juillet 2008, la statue est vandalisée, mais les pièces volées sont rapidement récupérées.
Des répliques du monument se trouvent à Montréal et à Chicago.

## Sources
- (en) Cet article est partiellement ou en totalité issu de l’article de Wikipédia en anglais intitulé « Nicolaus Copernicus Monument, Warsaw » (voir la liste des auteurs).